# Phare de Porto Nicolo
Le phare de Porto Nicolo (en italien : Faro di Porto Nicolo) est un phare actif situé sur l'île de Ventotene (Îles Pontines) faisant partie du territoire de la commune de Ventotene (Province de Latina), dans la région du Latium en Italie. Il est géré par la Marina Militare.

## Histoire
L'île de Ventotene est la plus méridionale des îles Pontines. Elle est habitée. Le premier phare a été mis en service en 1869.
Le phare actuel, mis en service en 1891 par la Regia Marina, se trouve sur le front de mer de Porto Nicolo, port de Ventotene.
Il est entièrement automatisé et alimenté par le réseau électrique.

## Description
Le phare  est une tour cylindrique en maçonnerie de 16 m de haut, avec galerie et lanterne, devant une maison de gardien d'un étage. La tour est blanche et le dôme de la lanterne est gris métallique. Il émet, à une hauteur focale de 21 m, un éclat blanc par période de 5 secondes. Sa portée est de 15 milles nautiques (environ 28 km) pour le feu principal et 11 milles nautiques (environ 20 km) pour le feu de veille.
Identifiant : ARLHS : ITA-172 ; EF-2286 - Amirauté : E1592 - NGA : 9320.

## Caractéristiques dufeu maritime
Fréquence : 5 secondes (W)
- Lumière : 1 seconde
- Obscurité : 4 secondes

|               |
| Îles Pontines |

|          |
| Le phare |

|              |
| Porto Nicolo |

### Lien connexe
- Liste des phares de l'Italie